# André Guérin
Pour les articles homonymes, voir Guérin.
André Guérin, dit Drégérin, né le 1er décembre 1899 à Flers et mort le 11 août 1988 à Dinard, est un journaliste et écrivain français.

## Biographie

### Journaliste
Ancien combattant, il est élève à l’École normale supérieure de la rue d’Ulm au lendemain de la Première Guerre mondiale et devient agrégé de philosophie. Il est membre du groupe socialiste des normaliens, aux côtés notamment de Marcel Déat. Il est bientôt journaliste, entre au quotidien parisien radicalisant L'Œuvre en 1922 : il y est  successivement rédacteur parlementaire, chef des informations politiques en 1932 puis enfin chef de la rubrique « politique intérieure » de 1936 à 1939.
Il collabore à d'autres journaux comme Le Populaire, quotidien socialiste, L'Europe nouvelle, Le Petit Provençal ou La Dépêche du Midi. Il est aussi échotier politique au Canard enchaîné, animant la page des « mares » sous le pseudonyme de Dréguérin ou DGR. En décembre 1937, il évoque les élections truquées en Union soviétique. En 1939, il rédige les « feuilles de l'ami Bidasse » pour Le Canard enchaîné, il est alors capitaine dans l'infanterie (chasseurs à pied). Ces rubriques étaient censées refléter le quotidien d'un soldat de l'avant.
Il milite à la Ligue des Bleus de Normandie, qui fédère depuis 1908 des hommes de gauche installés en Normandie ou à Paris. Secrétaire général de son comité central, il est élu président en décembre 1936. Il préside encore cette association après la guerre.

### Pendant la Seconde Guerre mondiale
André Guérin a un parcours complexe durant les années noires de l'Occupation.
Il est mobilisé et reçoit la croix de la Légion d'honneur en 1940. Lors d'une permission en février 1940, il aurait tenu à son ami Alain Laubreaux des propos antijuifs et ce dernier se félicitera plus tard : « Je crois bien tomber à la renverse. Ces paroles dans la bouche de l'ancien adhérent  du Parti socialiste SFIO, de l'antifasciste militant de 1925 ! Voilà au moins un pacifiste à la vieille mode romantique à qui la guerre a appris quelque chose ! ». Il est fait prisonnier lors de la défaite, est libéré en août 1941 à la suite de démarches de Marcel Déat, son ancien condisciple de l'ENS et ancien éditorialiste de L'Œuvre, puis il rejoint ce quotidien dirigé désormais par Déat, qui en fait un journal collaborationniste,. Il est son rédacteur en chef de novembre 1941 à juin 1944 mais il n'y publie pas d'articles politiques et il a été interdit d'exercer par les Allemands en 1943. Il sera taxé à la Libération de collaborateur. Pourtant, il a rejoint la Résistance en 1943, notamment un réseau normand lié au mouvement Ceux de la Résistance.

### Après la guerre

André Guérin remet un prix lors d'un concours dans L'Aurore du 18 septembre 1952.

Il est inculpé d'intelligence avec l'ennemi en juillet 1945. Son dossier est classé sans suite en décembre 1945.
En 1946, il entre à L'Aurore dont il devient, peu de temps après, rédacteur en chef. Il est d'abord chef des services politiques puis il succède au poste de rédacteur en chef à Jean Piot, également ancien normalien et ancien de L'Œuvre, malade et qui meurt en juin 1948.
Il est promu officier de la Légion d’honneur en 1952 à titre militaire et est titulaire de la Croix de guerre 1939-1945,.
Il démissionne de L'Aurore en novembre 1956 pour être rédacteur en chef d'un éphémère quotidien qui se voulait le rival du Monde, Le Temps de Paris. Il rejoint à nouveau L’Aurore en juillet 1957. Directeur politique de ce journal, il part à la retraite en 1975.

## Décoration
- Chevalier de l'ordre du Mérite postal (1955)[14]

## Publications
- Manuel des partis politiques en France, par Georges Bourgin, Jean Carrère et André Guérin, Rieder, 1928.
- Normandie : champ de bataille de la Libération, Caen, Éd. du Bonhomme Libre, 1954.
- Vacances en Normandie, illustrations de Jeannie Valéry, Gedalge, 1957.
- Operation Shepherdess en collaboration avec Jack Palmer White, ed. Heinemann, 1961
- 1871, la Commune, Paris, Hachette (impr. Brodard et Taupin), 1966.
- La Folle Guerre de 1870, Le Cercle du nouveau livre d'histoire, 1969, prix Thérouanne de l'Académie française en 1970.
- Il y a cent ans la République, Hachette, 1973.
- La Vie quotidienne en Normandie au temps de Madame Bovary, Hachette, 1975, prix Albéric-Rocheron de l'Académie française.
- La Vie quotidienne au Palais-Bourbon à la fin de la Troisième République, Hachette, 1978, prix Thérouanne de l'Académie française.
- Des Chevaux de guerre hurlant et mordant, Rennes, Ouest-France, 1983.